# Triplicate (album de Bob Dylan)
Pour les articles homonymes, voir Triplicate.
Albums de Bob Dylan
The 1966 Live Recordings
(2016) The Bootleg Series Vol. 13: Trouble No More 1979–1981
(2017)
Triplicate est le trente-huitième album studio de Bob Dylan. Paru en mars 2017, il s'agit de son troisième album de reprises de chansons américaines des années 1940 et 1950, après Shadows in the Night et Fallen Angels. Toutes les chansons présentes ont été interprétées par Frank Sinatra, sauf Braggin' (de Tony Pastor & His Orchestra).

## Titres
| 1.  | I Guess I'll Have to Change My Plan (en) | Arthur Schwartz, Howard Dietz         | 2:27 |
| 2.  | The September of My Years                | Jimmy Van Heusen, Sammy Cahn          | 3:25 |
| 3.  | I Could Have Told You                    | Carl Sigman, Jimmy Van Heusen         | 3:37 |
| 4.  | Once Upon a Time (en)                    | Charles Strouse, Lee Adams (en)       | 3:37 |
| 5.  | Stormy Weather                           | Harold Arlen, Ted Koehler             | 3:05 |
| 6.  | This Nearly Was Mine                     | Richard Rodgers, Oscar Hammerstein II | 2:48 |
| 7.  | That Old Feeling (en)                    | Sammy Fain, Lew Brown                 | 3:38 |
| 8.  | It Gets Lonely Early                     | Van Heusen, Cahn                      | 3:10 |
| 9.  | My One and Only Love                     | Guy Wood (en), Robert Mellin (en)     | 3:21 |
| 10. | Trade Winds                              | Ralph MacDonald                       | 2:40 |

| Disque 2 – Devil Dolls | Disque 2 – Devil Dolls       | Disque 2 – Devil Dolls                   | Disque 2 – Devil Dolls | Disque 2 – Devil Dolls | Disque 2 – Devil Dolls | Disque 2 – Devil Dolls | Disque 2 – Devil Dolls | Disque 2 – Devil Dolls | Disque 2 – Devil Dolls |
| No                     | Titre                        | Auteur                                   | Durée                  |                        |                        |                        |                        |                        |                        |
| ---------------------- | ---------------------------- | ---------------------------------------- | ---------------------- | ---------------------- | ---------------------- | ---------------------- | ---------------------- | ---------------------- | ---------------------- |
| 1.                     | Braggin'                     | Jimmy Shirl, Robert Marko, Henry Manners | 2:44                   |                        |                        |                        |                        |                        |                        |
| 2.                     | As Time Goes By              | Herman Hupfeld                           | 3:22                   |                        |                        |                        |                        |                        |                        |
| 3.                     | Imagination (en)             | Van Heusen, Johnny Burke (en)            | 2:34                   |                        |                        |                        |                        |                        |                        |
| 4.                     | How Deep Is the Ocean?       | Irving Berlin                            | 3:23                   |                        |                        |                        |                        |                        |                        |
| 5.                     | P.S. I Love You (en)         | Gordon Jenkins, Johnny Mercer            | 4:17                   |                        |                        |                        |                        |                        |                        |
| 6.                     | The Best Is Yet to Come (en) | Cy Coleman, Carolyn Leigh                | 2:57                   |                        |                        |                        |                        |                        |                        |
| 7.                     | But Beautiful                | Van Heusen, Burke                        | 3:22                   |                        |                        |                        |                        |                        |                        |
| 8.                     | Here's That Rainy Day (en)   | Van Heusen, Burke                        | 3:27                   |                        |                        |                        |                        |                        |                        |
| 9.                     | Where Is the One?            | Alec Wilder, Edwin Finckel (en)          | 3:14                   |                        |                        |                        |                        |                        |                        |
| 10.                    | There's a Flaw in My Flue    | Van Heusen, Burke                        | 2:47                   |                        |                        |                        |                        |                        |                        |
| 32:07                  |                              |                                          |                        |                        |                        |                        |                        |                        |                        |

| Disque 3 – Comin' Home Late | Disque 3 – Comin' Home Late        | Disque 3 – Comin' Home Late               | Disque 3 – Comin' Home Late | Disque 3 – Comin' Home Late | Disque 3 – Comin' Home Late | Disque 3 – Comin' Home Late | Disque 3 – Comin' Home Late | Disque 3 – Comin' Home Late | Disque 3 – Comin' Home Late |
| No                          | Titre                              | Auteur                                    | Durée                       |                             |                             |                             |                             |                             |                             |
| --------------------------- | ---------------------------------- | ----------------------------------------- | --------------------------- | --------------------------- | --------------------------- | --------------------------- | --------------------------- | --------------------------- | --------------------------- |
| 1.                          | Day In, Day Out (en)               | Rube Bloom, Mercer                        | 3:01                        |                             |                             |                             |                             |                             |                             |
| 2.                          | I Couldn't Sleep a Wink Last Night | Harold Adamson, Jimmy McHugh              | 3:15                        |                             |                             |                             |                             |                             |                             |
| 3.                          | Sentimental Journey (en)           | Les Brown, Ben Homer (en), Bud Green (en) | 3:11                        |                             |                             |                             |                             |                             |                             |
| 4.                          | Somewhere Along the Way (en)       | Van Heusen, Sammy Gallop (en)             | 3:18                        |                             |                             |                             |                             |                             |                             |
| 5.                          | When the World Was Young           | Philippe-Gérard, Angèle Vannier, Mercer   | 3:47                        |                             |                             |                             |                             |                             |                             |
| 6.                          | These Foolish Things               | Eric Maschwitz (en), Jack Strachey (en)   | 4:11                        |                             |                             |                             |                             |                             |                             |
| 7.                          | You Go to My Head (en)             | John Frederick Coots, Haven Gillespie     | 3:06                        |                             |                             |                             |                             |                             |                             |
| 8.                          | Stardust                           | Hoagy Carmichael, Mitchell Parish         | 2:30                        |                             |                             |                             |                             |                             |                             |
| 9.                          | It's Funny to Everyone But Me (en) | Jack Lawrence                             | 2:38                        |                             |                             |                             |                             |                             |                             |
| 10.                         | Why Was I Born? (en)               | Jerome Kern, Hammerstein II               | 2:50                        |                             |                             |                             |                             |                             |                             |
| 31:47                       |                                    |                                           |                             |                             |                             |                             |                             |                             |                             |